# 海部堀川
海部堀川（かいふぼりがわ）は、かつて大阪府大阪市を流れていた運河。

## 地理
阿波堀川の太郎助橋上流側より北へ分流し、すぐ西へ向きを変えて京町堀川に合流し、京町堀川と共に百間堀川に合流していた。長さは約550m。現在の西区靱本町のうち、なにわ筋付近から靱中通の北側を流れ、一部は靱公園に含まれている。

## 歴史
名称は船運の便を図るために開削を願い出た商人の海部屋にちなむ。靱は1622年（元和8年）に当地へ移転してきた塩干魚商人らによって開発された場所で、海部堀川沿いには海産物を扱う問屋街が形成された。東端の北流部分には永代浜と呼ばれる荷揚場が設けられていた。
- 1624年（寛永元年） 開削。
- 1951年（昭和26年） 埋立。

## 架かっていた橋
上流から
- 門樋橋 - 本町通
- 永代橋
- 上之橋
- 中之橋
- 海部橋 - あみだ池筋
- 下之橋